# Amethistboself
De amethistboself (Calliphlox amethystina) is een vogel uit de familie Trochilidae (kolibries).

## Verspreiding en leefgebied
Deze soort komt wijdverspreid voor in Zuid-Amerika.